# Upravljanje z izjemami
V računalništvu je Upravljanje z izjemami proces, s katerim se program ali izvajalsko okolje odzove na pojav izjem med izvajanjem programa. Izjeme so anomalije v izvajanju oziroma izjemne situacije, ki zahtevajo posebno obravnavo, ki navadno vključuje spremembo teka izvajanja programa. 
Upravljanje z izjemami je izvedeno s posebnimi konstrukti v programskih jezikih ali z mehanizmi, ki temeljijo na strojni opremi.
Izjeme so v splošnem obravnavane tako, da se shrane podatke o trenutnem stanju izvajanja na posebno dogovorjeno mesto in se izvajanje prenese na poseben podprogram (upravljavec z izjemami, v angleščini "exception handler"). V določenih primerih lahko ta podprogram nadaljuje z izvajanjmem na mestu, kjer je bil program prekinjen, z uporabo shranjenih informacij o izvajanju.
Alternativen pristop je preverjanje napak, ki ohranja normalen tok programa z eksplicitnim preverjanjem pojava napak, ki jih rutine sporočajo klicočemu okolju preko posebnih dogovorjenih vrnjenih vrednostih ali preko pomožnih globalnih spremenljivk (npr. errno v C).